# Liste der Naturdenkmale in Elmstein
Die Liste der Naturdenkmale in Elmstein nennt die im Gemeindegebiet von Elmstein ausgewiesenen Naturdenkmale (Stand 4. März 2024).

## Naturdenkmale
| Nr.         | Bezeichnung                    | Lage                                                                          | Beschreibung                                                        | Bild                                    |
| ----------- | ------------------------------ | ----------------------------------------------------------------------------- | ------------------------------------------------------------------- | --------------------------------------- |
| ND-7332-233 | Luitpoldlinde                  | Elmstein, nördlich des Ortes am Steinernen Kreuz; Abteilung Meisenrain Lage   | Tilia cordata                                                       | Fotos hochladen                         |
| ND-7332-235 | Himmelsbuche                   | Iggelbach, östlich des Ortes am Osthang des Bierenbergs Lage                  | Fagus sylvatica                                                     | Direkt Bild zu diesem Denkmal hochladen |
| ND-7332-236 | Gambsbuche                     | Iggelbach, südwestlich des Ortes an der K 17; Abteilung Locheck Lage          | Fagus sylvatica, um 1750 gekeimt                                    | Fotos hochladen                         |
| ND-7332-237 | Dicke Eiche                    | Elmstein, nördlich des Ortes; Abteilung Bremeneck Lage                        | Quercus petraea, in der zweiten Hälfte des 15. Jahrhunderts gekeimt | Direkt Bild zu diesem Denkmal hochladen |
| ND-7332-522 | Schiefliegender Fels           | Elmstein, Hauptstraße, oberhalb Nr. 93 Lage                                   | Felsblock                                                           | Direkt Bild zu diesem Denkmal hochladen |
| ND-7332-523 | Nibelungenfelsen               | Elmstein, nördlich des Ortes an der L 504 im Legelbachtal Lage                | Felsgruppe                                                          | Fotos hochladen                         |
| ND-7332-524 | Mitteleiche                    | Iggelbach, westlich des Ortes an der K 17; Abteilung Pottaschwieser Hang Lage | Quercus sp.                                                         | Fotos hochladen                         |
| ND-7332-526 | Hohe Buche                     | Elmstein, südlich des Ortes; Abteilung Grünberg-Eck Lage                      | Fagus sylvatica                                                     | Fotos hochladen                         |
| ND-7332-527 | Stammingerbrunnen              | Iggelbach, nordwestlich des Ortes im Haselbachtal Lage                        | mit Felsen gefasste Quelle                                          | Direkt Bild zu diesem Denkmal hochladen |
| ND-7332-528 | Katzenbrunnen                  | Iggelbach, westlich des Ortes und unterhalb der K 17; Abteilung Schacher Lage | gefasste Quelle                                                     | Direkt Bild zu diesem Denkmal hochladen |
| ND-7332-529 | Schillermannbrunnen            | Iggelbach, westlich des Ortes und unterhalb der K 17; Abteilung Locheck Lage  | gefasste Quelle                                                     | Direkt Bild zu diesem Denkmal hochladen |
| ND-7332-530 | Stählerbrunnen                 | Mückenwiese, südlich des Orets; Abteilung Klaffeneck Lage                     | gefasste Quelle                                                     | Direkt Bild zu diesem Denkmal hochladen |
| ND-7332-531 | Windlöcher                     | Iggelbach, südlich des Ortes auf der Westseite des Hofbergs Lage              | drei Felsspalten                                                    | Fotos hochladen                         |
| ND-7332-532 | Bloskülbrundsicht              | Iggelsbach, nordwestlich des Ortes auf dem Bloskülb Lage                      | freies Plateau mit Felsen; flächenhaftes Naturdenkmal               | Direkt Bild zu diesem Denkmal hochladen |
| ND-7332-533 | Ehrenfelsen                    | Elmstein, Hauptstraße, oberhalb Nr. 128 Lage                                  | Felsgruppe                                                          | Fotos hochladen                         |
| ND-7332-534 | Rehfelsen                      | Elmstein, Alte Forststraße, oberhalb Nr. 5 Lage                               | Felsformation                                                       | Fotos hochladen                         |
| ND-7332-535 | Kurfürstenstuhl                | Mückenwiese, südlich des Ortes; Abteilung Klaffeneck Lage                     | Felsen                                                              | Fotos hochladen                         |
| ND-7332-537 | Weiher an der Speyerbachquelle | Speyerbrunn Lage                                                              | Stauweiher; flächenhaftes Naturdenkmal                              | Fotos hochladen                         |
| ND-7332-541 | Felsgruppe „Hölle“             | Helmbach, südöstlich des Ortes; Abteilung Schmitswiesen Lage                  | Fels mit großer Spalte                                              | Direkt Bild zu diesem Denkmal hochladen |

## Ehemalige Naturdenkmale
| Nr.         | Bezeichnung     | Lage                                                                              | Beschreibung                                  | Bild                                    |
| ----------- | --------------- | --------------------------------------------------------------------------------- | --------------------------------------------- | --------------------------------------- |
|             | Albrechtskiefer | Speyerbrunn, südwestlich des Ortes; Abteilung Speyerbrunner Eck Lage              | Pinus sylvestris; Rechtsverordnung aufgehoben | Fotos hochladen                         |
|             | Franzosenfichte | Elmstein, westlich des Ortes und südlich der L 499; Abteilung Grundwiesereck Lage | Picea abies; Rechtsverordnung aufgehoben      | Direkt Bild zu diesem Denkmal hochladen |
| ND-7332-234 | Bärendellbuche  | Elmstein, nordwestlich des Ortes; Flur Klaffeneck Lage                            | Fagus sylvatica; Rechtsverordnung aufgehoben  | Direkt Bild zu diesem Denkmal hochladen |
| ND-7332-525 | Brandbuche      | Iggelbach, westlich des Ortes an der K 17; Abteilung Bloskülb Lage                | Fagus sylvatica; Rechtsverordnung aufgehoben  | Fotos hochladen                         |
| ND-7332-536 | Schöne Buche    | Elmstein, nordwestlich des Ortes im Oselbachtal; Abteilung Oselberg Lage          | Fagus sylvatica; Rechtsverordnung aufgehoben  | Direkt Bild zu diesem Denkmal hochladen |